# إتامبي
إتامبي هي بلدية في البرازيل، تتبع باهيا، بلغ عدد سكانها 30٬850  نسمة، في 2000، تبلغ مساحتها 1٫442 كيلومتر مربع.

## الموقع
تشترك في الحدود مع:
- كارايباس
- Itapetinga [الإنجليزية]‏.

## مدن توأم
المدن التوأم:
- San Fili [الإنجليزية]‏.

## أعلام
- فيليبي اوغوستو